# Joseph Pinam
Joseph Pinam (fl. XVI secolo) è stato un artigiano inglese del XVI secolo.
Costruttore di strumenti scientifici attivo nel XVI secolo, del quale non abbiamo notizie biografiche. L'unica testimonianza della sua attività è un piccolo quadrante orario, da lui firmato, che fa parte delle collezioni del Museo Galileo di Firenze.